# Association Sportive de Monaco Football Club 1962-1963
Questa voce raccoglie le informazioni riguardanti l'Association Sportive de Monaco Football Club nelle competizioni ufficiali della stagione 1962-1963.

## Stagione
Rimasto a ridosso delle prime posizioni di classifica per buona parte del campionato, nella seconda metà del girone di ritorno il Monaco diede avvio a una rimonta che lo portò fino alla vetta; approfittando del continuo ostacolarsi fra le concorrenti, nelle sette gare rimanenti i monegaschi andarono in fuga, ottenendo il secondo titolo nazionale con una gara di anticipo.
Pochi giorni prima dell'incontro decisivo per la vittoria del campionato il Monaco affrontò l'Olympique Lione nella finale di Coppa di Francia: in seguito allo 0-0 maturato dopo i tempi supplementari si dovette disputare un ripetizione dell'incontro, vinta dai monegaschi per 2-0. Nei turni precedenti la squadra aveva eliminato alcune squadre di prima divisione, fra cui il Nîmes e, in semifinale, i concorrenti per la lotta al titolo nazionale dello Stade Reims.

## Maglie
Viene apportata una leggera modifica al colletto, più simile al girocollo.
| Manica sinistra · Manica sinistra · Maglietta · Maglietta · Manica destra · Manica destra · Pantaloncini · Calzettoni |

## Rosa
| N. |                    | Ruolo | Calciatore            |
| -- | ------------------ | ----- | --------------------- |
|    | Francia (bandiera) | P     | Jean-Claude Hernandez |
|    | Monaco (bandiera)  | P     | Raymond Sottimano     |
|    | Francia (bandiera) | D     | Marcel Artélésa       |
|    | Francia (bandiera) | D     | Henri Biancheri       |
|    | Francia (bandiera) | D     | Georges Casolari      |
|    | Monaco (bandiera)  | D     | Armand Forcherio      |
|    | Francia (bandiera) | D     | Georges Thomas        |
|    | Francia (bandiera) | C     | André Bailet          |
|    | Francia (bandiera) | C     | Jean-Claude Girod     |
|    | Francia (bandiera) | C     | André Hess            |

| N. |                        | Ruolo | Calciatore                |
| -- | ---------------------- | ----- | ------------------------- |
|    | Francia (bandiera)     | C     | Michel Hidalgo (capitano) |
|    | Francia (bandiera)     | C     | Claude Peretti            |
|    | Francia (bandiera)     | C     | Théodore Szkudlapski      |
|    | Paesi Bassi (bandiera) | A     | Bart Carlier              |
|    | Francia (bandiera)     | A     | Jean-Marie Courtin        |
|    | Francia (bandiera)     | A     | Lucien Cossou             |
|    | Togo (bandiera)        | A     | Karimou Djibrill          |
|    | Francia (bandiera)     | A     | Yvon Douis                |
|    | Francia (bandiera)     | A     | Jean-Claude Guiddi        |
|    | Francia (bandiera)     | A     | Georges Taberner          |

## Statistiche

### Andamento in campionato
| Giornata  | 1 | 2 | 3 | 4 | 5  | 6  | 7  | 8  | 9  | 10 | 11 | 12 | 13 | 14 | 15 | 16 | 17 | 18 | 19 | 20 | 21 | 22 | 23 | 24 | 25 | 26 | 27 | 28 | 29 | 30 | 31 | 32 | 33 | 34 | 35 | 36 | 37 | 38 |
| --------- | - | - | - | - | -- | -- | -- | -- | -- | -- | -- | -- | -- | -- | -- | -- | -- | -- | -- | -- | -- | -- | -- | -- | -- | -- | -- | -- | -- | -- | -- | -- | -- | -- | -- | -- | -- | -- |
| Luogo     | T | C | C | T | C  | T  | C  | T  | C  | T  | C  | T  | T  | C  | T  | C  | C  | T  | C  | T  | C  | T  | C  | C  | T  | C  | T  | C  | T  | C  | C  | T  | C  | T  | T  | C  | C  | T  |
| Risultato | N | N | V | N | P  | P  | N  | N  | V  | V  | V  | N  | P  | V  | P  | V  | N  | N  | P  | N  | V  | V  | P  | V  | P  | V  | V  | V  | V  | V  | V  | P  | V  | V  | V  | P  | V  | N  |
| Posizione | 5 | 9 | 3 | 6 | 11 | 15 | 16 | 15 | 11 | 9  | 7  | 7  | 10 | 6  | 8  | 7  | 8  | 7  | 5  | 6  | 4  | 4  | 5  | 4  | 5  | 5  | 4  | 2  | 2  | 2  | 2  | 2  | 1  | 1  | 1  | 1  | 1  | 1  |

Fonte:  France » Ligue 1 1962/1963, su worldfootball.net.
Legenda:

Luogo: C = Casa; T = Trasferta. Risultato: V = Vittoria; N = Pareggio; P = Sconfitta.